# C/2007 N3 (Lulin)
Komet Lulin je neperiodičan komet. Otkrili su ga Ye Quanzhi iz Kine i Lin Chi-Sheng s Lulin Observatory-ja na Tajvanu. Najveći sjaj dosegao je 24. veljače 2009. kada je sjajio 5. magnitudom i nalazio se na udaljenosti od 0.411 AJ od Zemlje. Komet se nalazaio u konjukciji sa Saturnom 23. velječa i prošao blizu zvijezde Regul u Lavu 26. i 27. veljače. Komet se mogao vidjeti golim okom s tamnijih lokacija od 7. veljače 2009.
Komet je na fotografijama pokazivao izrazitu zelenkastu boju. Prema NASA-i boje su došle od kombinacija plinova koje je ispuštao komet, cijanogen i dvoatomski ugljik, koji daju zelenekasti sjaj kad su obasjani sunčevom svjetlošću u vakuumu.